# BMD (Panzer)
BMD (russisch БМД) steht für „Bojewaja Maschina Dessanta“ (russisch Боевая Машина Десанта), was so viel wie „Gefechtsfahrzeug der Luftlandetruppen“ bedeutet, und ist eine Familie sowjetischer/russischer Luftlande-Schützenpanzer mit Kettenfahrwerk, die speziell für den Einsatz bei den  Luftlandetruppen entwickelt wurde.

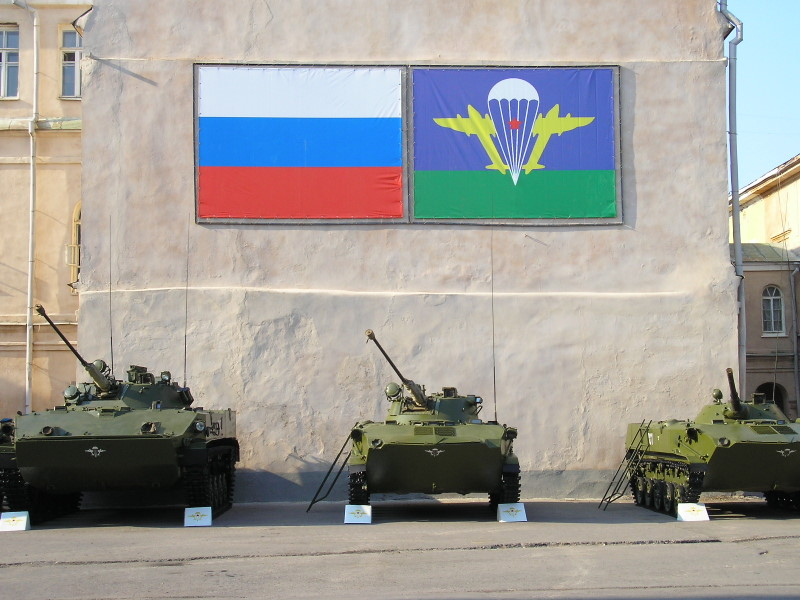
V. l. n. r.: BMD-3, BMD-2 und BMD-1 (2006)

## Geschichte
In der Sowjetunion erkannte man sehr früh die Möglichkeiten der Fallschirmtruppe. Als Vorhuteinheiten und schnell verlegbare Reaktionskräfte sind Fallschirmjäger seit dem Zweiten Weltkrieg sehr erfolgreich. Nachteilig war immer das Fehlen schwerer Waffen im Gefecht. Dieses erkannte Problem versuchten die sowjetischen Militärs recht schnell zu lösen. Erste Ansätze waren die Selbstfahrgeschütze ASU-76 und ASU-57 und dessen Nachfolger ASU-85. Zum Truppentransport und zur Feuerunterstützung waren jedoch leicht gepanzerte Fahrzeuge notwendig. Das Ergebnis war die Entwicklung und Serienproduktion der Fahrzeuge der BMD-Familie.

## Modelle

### BMD-1 (Objekt 915)

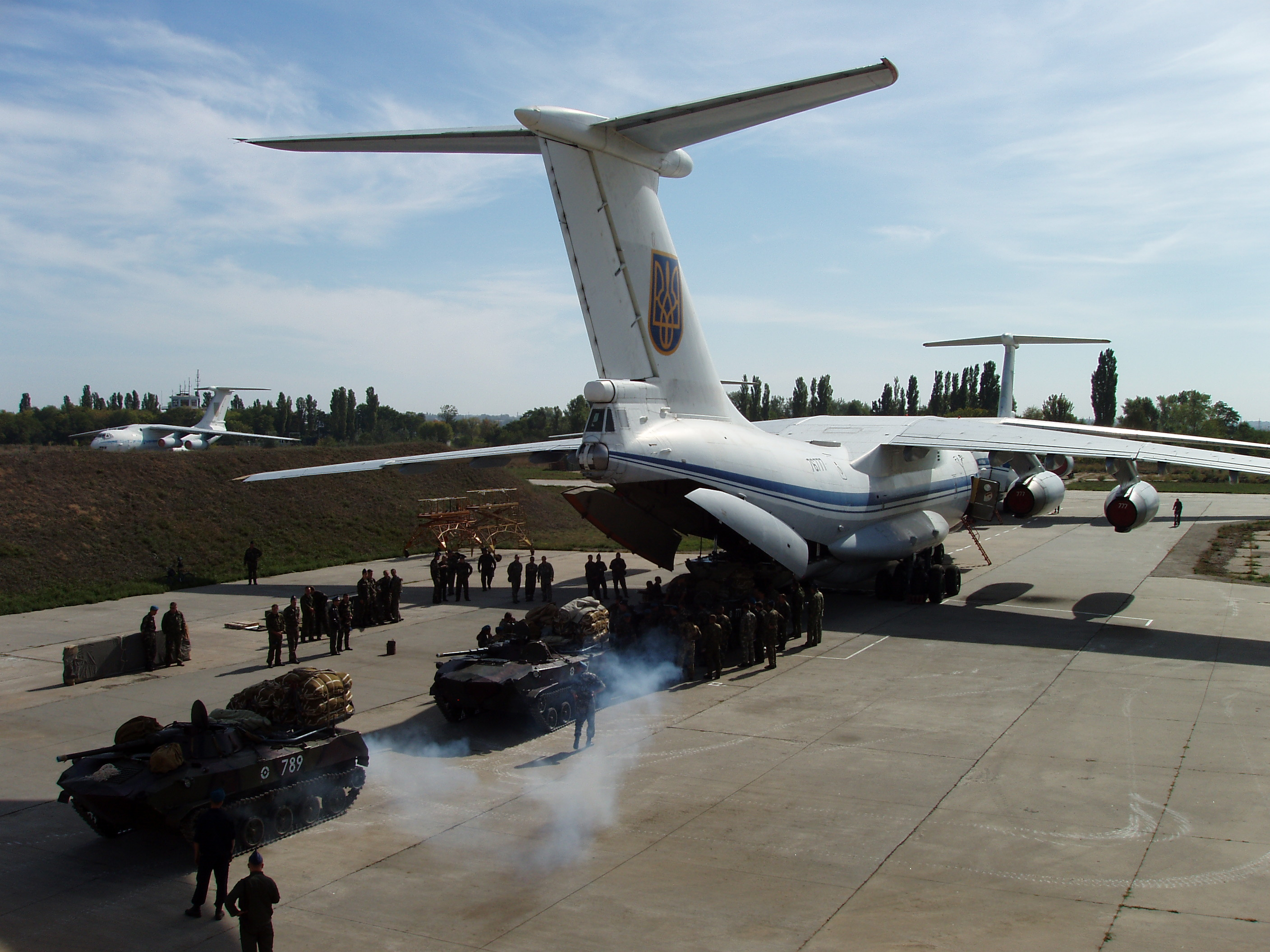
Ukrainische BMD-1 beim Verladen in ein IL-76-Transportflugzeug

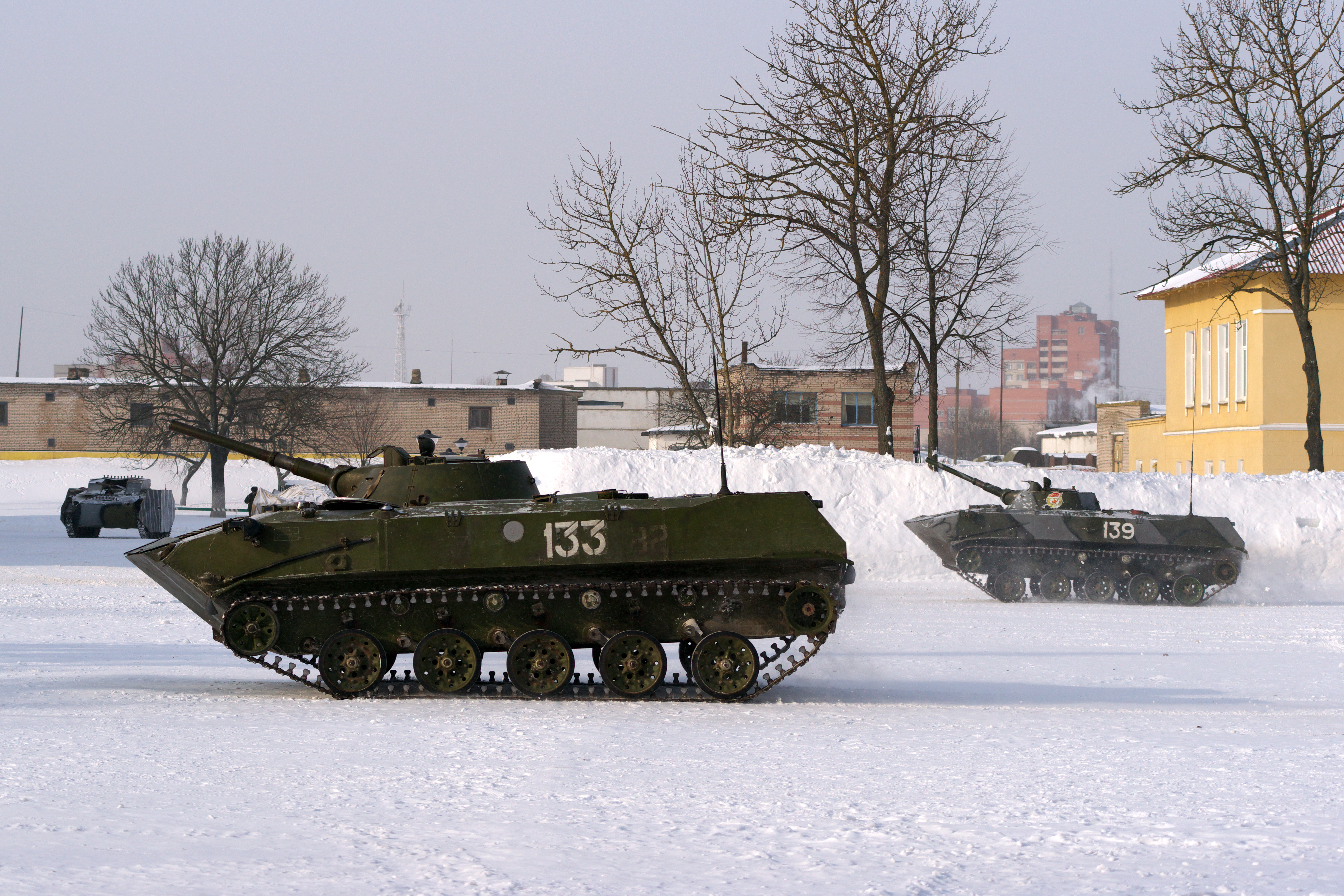
BMD-1 der 103. mobilen Brigade, Belarusisches Heer

Das Gefechtsfahrzeug der Luftlandetruppen BMD-1 „Objekt 915“ wurde 1965 im Konstruktionsbüro des Wolgograder Traktorenwerkes entwickelt und durchlief 1966 die Werkserprobungen. Entsprechend seiner Zweckbestimmung unterlag seine Konstruktion strengen Vorgaben in den Abmessungen und im Gewicht. Seine Panzerung besteht aus einer Aluminiumlegierung, die nur Schutz vor Splittern und Beschuss aus Handfeuerwaffen bietet. Chassis und Laufwerk sind Neukonstruktionen. Der BMD hat fünf Lauf- und zwei Stützrollen auf jeder Seite. Der Bodendruck des Fahrzeugs liegt bei 0,5 kg/cm² und entspricht etwa dem eines Soldaten mit Marschgepäck, so dass das BMD-1 den Fußtruppen auch in schwierigem Gelände folgen kann. Die Bodenfreiheit des Fahrzeugs sowie die Spannung der Ketten sind vom Fahrer hydraulisch regulierbar. Dieser Umstand erhöht in einigen Fällen die Geländegängigkeit. Der Panzer ist schwimmfähig.
Angetrieben wird das Fahrzeug mit dem wassergekühlten Sechszylinder-Viertakt-Dieselmotor 5D-20 mit einer Leistung von 176,6 kW (240 PS). Der BMD-1 verfügt über eine gute Wendigkeit und Mobilität und erreicht eine Höchstgeschwindigkeit von 70 km/h auf der Straße und 9–10 km/h im Wasser. Die maximale Reichweite des Fahrzeugs (auf der Straße) liegt bei fast 500 km mit einer Tankfüllung.
Die Besatzung besteht aus sieben Mann: Kommandant, Richtschütze, Fahrer und vier Luftlande-Soldaten (einer rechts neben dem Fahrer, drei im Raum hinter dem Turm).
Der Turm wurde vom BMP-1 übernommen. Genau wie dieser verfügt der BMD über die 73-mm-Kanone 2A28. Wie beim BMP ist über dem Kanonenrohr auch eine Startschiene für Panzerabwehrlenkraketen (9M14M „Maljutka“) montiert. Auf dem Turmdach des von 1977 bis 1985 produzierten BMD-1P kann der Lenkwaffenkomplex 9K111 montiert werden, mit dem die 9K111 Fagot oder 9K113 Konkurs abgefeuert werden können. Im Bug der Wanne ist rechts und links je ein 7,62-mm-Maschinengewehr montiert.
Mit seinem Gewicht von 6,7 t und den geringen Abmessungen ist der BMD-1 lufttransportfähig und kann mit Fallschirmsystemen aus Flugzeugen in einer Höhe von 500 bis 1500 m abgesetzt werden. In den ersten Jahren wurde der BMD-1 zusammen mit einem Mehr-Kuppel-Fallschirmsystem (beispielsweise PRSM-915) auf die Plattform P-7 verlastet. Beim späteren reaktiven Fallschirmsystemen PBS-915 war keine spezielle Plattform nötig.
Von einer Iljuschin Il-76M können drei BMD-1 abgesetzt werden. Der Panzer kann auch von Hubschraubern des Typs Mil Mi-6 abgesetzt werden.
Am 5. Januar 1973 erfolgte der weltweit erste Abwurf eines Luftlandepanzers (BMD-1) mit zwei Besatzungsmitgliedern (Oberstleutnant L. I. Scherbakow und Major A. W. Margelow) im Inneren des Fahrzeuges. Bereits im Mai 1975 war ein BMD-1, der zusammen mit einem Spezialcontainer KSD auf einer Plattform P-7 befestigt war, abgeworfen worden. Im Container KSD befanden sich drei Luftlandesoldaten.
Einige der zurzeit bekannten Varianten (insgesamt über 15 Modifikationen):
5-Laufrollen-Fahrwerk
- BMD-1 Objekt 915
- BMD-1K Objekt 915K, Kommandeursvariante
- BMD-1R Objekt 915R „Siniza“, turmloses Kommando-Stabsfahrzeug, Bataillonsebene
- BMD-1P Objekt 915P, modernisierter BMD-1
- BMD-1M Objekt 915M, bei Hauptinstandsetzung auf Niveau BMD-1P nachgerüstet
- BMD-1PK Objekt 915PK, Kommandeursvariante BMD-1P

6-Laufrollen-Fahrwerk
- BTR-D Objekt 925, gepanzerter Transporter[3]
- BTR-RD „Robot“, Panzerjäger mit Panzerabwehrraketen
- BTR-ZD, Fahrzeug der Luftabwehr
- BREM-D Objekt 932, Bergefahrzeug
- BMD-1KSchM Objekt 926 „Soroka“ (auch BTRD-KSchM), Kommando-Stabsfahrzeug, Divisionsebene
- 1W119 „Reostat“, Artillerie-Aufklärungsfahrzeug
- 2S9 Objekt 925S „Nona-S“ SFL, mit 120-mm-Mehrzweckgeschütz (Geschütz/Granatwerfer)

### BMD-2 (Objekt 916) „Budka“
Im Wolgograder Traktorenwerk begann 1984 die Serienproduktion des „Objektes 916“, das 1985 als BMD-2 in die Bewaffnung aufgenommen wurde. Wanne und Laufwerk blieben fast unverändert. Der BMD-2 wurde mit einem neu entwickelten Turm ausgerüstet, in dem die 30-mm-Maschinenkanone 2A42 und das koaxiale 7,62-mm-MG PKT in einer in zwei Ebenen stabilisierten Waffenanlage untergebracht sind. Weiter verfügt er über den PALR-Komplex 9K111, mit dem die PALR 9M111 (9M111-2) „Fagot“ oder 9M113 „Konkurs“ abgefeuert werden können. Dazu wird auf dem Turmdach die Startanlage 9P135M aufgebaut. Zur Montage und zum Bedienen muss sich der Schütze aus der Turmluke lehnen und ist (wie beim TOW-Wiesel oder Marder) ungeschützt.
Die beiden Bug-MG PKT wurden in den ersten Produktionsserien beibehalten. Nur bei der Kommandeursvariante BMD-2K und bei den späteren Serien wurde das linke MG weggelassen und die Öffnung im Bug verschlossen. Der BMD-2K „Objekt 916K“ war mit zwei Funkgeräten R-173, einem Stromaggregat AB-0,5-P/30, dem Kursanzeiger GPK-59, dem ABC-Aufklärungsgerät GO-27 und zwei Tischen ausgerüstet.
Für den Fallschirmabwurf dienten die Mehrkuppel-Fallschirm-Systeme mit Plattform P-7, PRSM-916 und PRSM-925 sowie das reaktive Fallschirmsystem PBS-916.

### BMD-3 (Objekt 950) „Bachtscha“
Der BMD-3 „Objekt 950“ stellt die nächste Generation der Luftlandepanzer dar. Er wurde 1990 in die Bewaffnung aufgenommen. Wanne, Laufwerk und hydromechanischer Antrieb sind Neukonstruktionen. Ausgerüstet ist er mit dem Waffenmodul „Bachtscha“, in dem eine 30-mm-Maschinenkanone 2A42 und ein koaxiales 7,62-mm-MG PKT untergebracht sind.
Zur Bewaffnung gehören eine (Panzerabwehr-Lenkrakete) PALR-Startanlage mit PALR 9M113 „Konkurs“ (auf dem Turmdach), das im Bug befindliche 5,45-mm-MG RPKS-74 (rechts) und ein automatischer Granatwerfer AGS-17 Plamja (links).
Die Besatzung (zwei Mann + fünf Luftlandesoldaten) ist mit persönlichen Waffen ausgestattet. Das 12,9 Tonnen schwere Fahrzeug entwickelt mit seinem Dieselmotor 2W-60-2 bei einer Leistung von 331 kW (450 PS) eine Geschwindigkeit von 70 km/h, der Fahrbereich liegt bei 500 km. Im Wasser bringen die beiden Wasserstrahlantriebe das Fahrzeug auf 10 km/h.
Die Maße (6100 mm × 3114 mm × 2450 mm) erlauben den Transport per Flugzeug und den Abwurf am Fallschirmsystem PBS-950.
Auf der Basis des BMD-3 wurden weitere Fahrzeuge für die Luftlandetruppen entwickelt:
die SFL oder Panzerjäger 2S25 „Sprut-SD“ mit 125-mm-Kanone 2A75, das Transportfahrzeug BTR-DM (BTR-D3) und das Sanitätsfahrzeug BMM-D. Auch der Transportpanzer BTR-MD basiert auf dem Fahrgestell des BMD-3, wobei der Turm entfernt und der Rumpf vergrößert wurden.

### BMD-4 (Objekt 960) „Bachtscha-U“
Seit einigen Jahren wurden mehrere Prototypen einer als BMD-3M „Bachtscha-U“ bezeichneten Weiterentwicklung gezeigt. Das neue Fahrzeug, das wahrscheinlich als BMD-4 „Bachtscha-U“ 2008 in die Bewaffnung der russischen Streitkräfte übernommen wurde, ist an dem neuen Waffenmodul „Bachtscha-U“ zu erkennen. Die Bewaffnung besteht aus der 100-mm-Kanone 2A70, die mit der 30-mm-Maschinenkanone 2A72 und einem 7,62-mm-MG PKT gekoppelt ist. Aus der Kanone 2A70 können rohrverschießbare Lenkraketen 9K116-3 Basnya gestartet werden. Als weitere Bewaffnung wird die gleiche Bug-Bewaffnung wie beim BMD-3 (MG + Granatwerfer) angegeben. Auf Fotos sind aber verschiedene Varianten zu erkennen: 1. Variante mit je einem Waffenerker für MG und Granatwerfer, 2. Variante mit zwei Waffenerker für MGs. 3. Variante mit einem MG-Waffenerker rechts im Bug. Eine moderne Feuerleiteinrichtung und Wärmebildgeräte gehören ebenso zur Ausrüstung und machen das Fahrzeug zu einem leichten Panzer mit hoher Feuerkraft. Erkauft wird die zusätzliche Ausrüstung auch mit einem erneuten Aufwuchs des Gewichtes auf 13,2 Tonnen.
Trotz seines gestiegenen Gewichts ist auch dieses Fahrzeug per Fallschirmsystem PBS-950M absetzbar, wobei die Besatzung in speziellen Sitzen im Fahrzeug verbleibt.
Anfang 2008 wurden die ersten Fahrzeuge BMD-4 offiziell an das 137. Regiment der 106. Luftlandedivision übergeben. Wenig später wurde angekündigt, dass die verbesserte Version BMD-4M in die Bewaffnung aufgenommen wird.

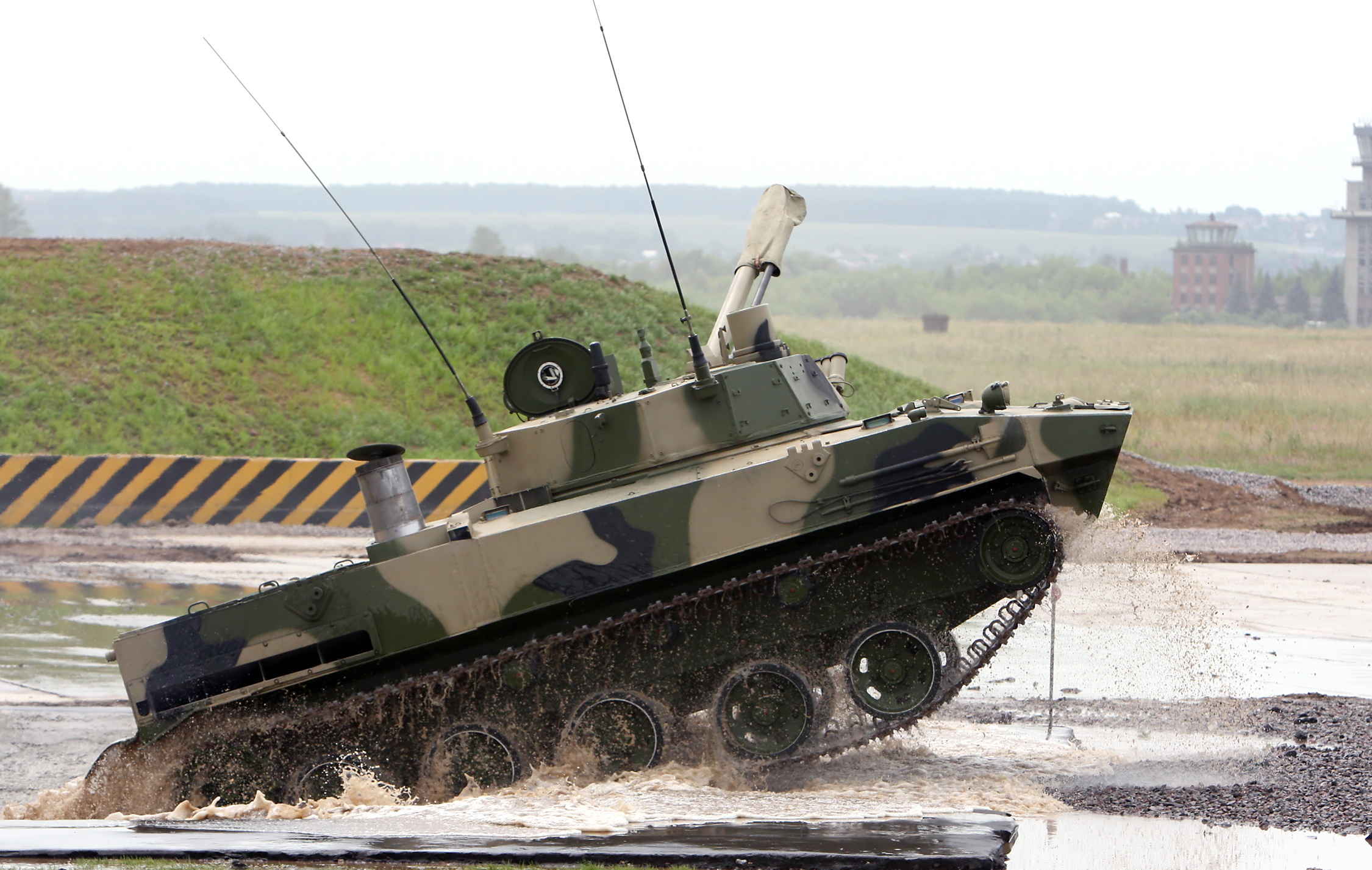
BMD-4M

Im Mai 2008 wurde die neueste Variante mit der Bezeichnung BMD-4M offiziell vorgestellt. Das neue Fahrzeug hat eine komplett überarbeitete Wanne. Bug, Seitenwände und Heck wurden verändert. Auch das Laufwerk wurde verändert und mit neuen Laufrollen ausgestattet. Im Bug befinden sich zwei neu gestaltete kleine MG-Erker, die Oberkanten der Seitenwände sind fast durchgängig gerade, die Abgasöffnung ist vom Heck auf die rechte Seitenwand verlegt worden. Die Bewaffnung mit dem Waffenmodul „Bachtscha-U“ ist übernommen worden.
Auf dem Fahrgestell des BMD-4M basiert der BTR-MDM.

## Nutzerstaaten

### Aktuelle Nutzer
- Angola – Im Januar 2018 befand sich eine unbekannte Anzahl an BMD-3 im Dienst der Forças Armadas Angolanas.[9]:445
- Armenien – Im Januar 2018 befanden sich 5 BMD-1 im Dienst der Streitkräfte.[9]:182
- Aserbaidschan – Im Januar 2018 befanden sich 20 BMD-1 im Dienst der Streitkräfte.[9]:183
- Moldau – Im Januar 2018 befanden sich 44 BMD-1 im Dienst des Heeres.[9]:191
- Russland – Am 12. Juli 2019 befanden sich 700 BTR-D, 100 BTR-RD, 150 BTR-ZD, 1000 BMD-2,[9]:200 84 BTR-MDM,[10][11]  und 247 BMD-4M.[12][13][14][15] im Dienst der Luftlandetruppen.

- Turkmenistan – Im Januar 2018 befanden sich 8 BMD-1 im Dienst der Streitkräfte.[9]:208
- Ukraine – Im Januar 2018 befanden sich 5 BMD-1 und 15 BMD-2 im Dienst des Heeres und 30 BMD-1 und 45 BMD-2 im Dienst der Luftlandetruppen.[9]:210,211
- Usbekistan – Im Januar 2018 befanden sich 120 BMD-1 und 9 BMD-2 im Dienst der Streitkräfte.[9]:214

### Ehemalige Nutzer
- Irak – Spätestens ab dem Januar 2018 nicht mehr im Einsatz des Heeres.[9]:338
- Iran – Spätestens ab dem Januar 2018 nicht mehr im Einsatz des Heeres.[9]:334
- Kuba – Spätestens ab dem Januar 2018 nicht mehr im Einsatz des Heeres.[9]:401
- Russland – Spätestens ab dem Januar 2021 sind die BMD-1, BMD-3, BTR-MD und BMD-4 nicht mehr im Einsatz bei den Luftlandetruppen.[16]:199

- Sowjetunion – Alle BMD-Panzer der Sowjetarmee wurden auf die oben erwähnten Staaten verteilt.
- Belarus – Spätestens ab dem Januar 2018 nicht mehr im Einsatz des Heeres.[9]:185